# Aeroportul Palmarito
Aeroportul Palmarito (IATA: PTM, ICAO: SVPT) este un aeroport din Venezuela.
Situat la o altitudine de 106 m, aeroportul dispune de o singură pistă.